# سولفات کروم (III)
سولفات کروم(III) (به انگلیسی: Chromium(III) sulfate) با فرمول شیمیایی H۲۴Cr۲S۳O۲۴ یک ترکیب شیمیایی است. که جرم مولی آن ۳۹۲٫۱۶ g/mol می‌باشد. شکل ظاهری این ترکیب، بلورهای قهوه‌ای و قرمز و بلورهای صورتی است.